# Maurice Couplet
Pour les articles homonymes, voir Couplet.
Maurice Jules Henri Ghislain Couplet, né à Ere (près de Tournai en Belgique) le 16 novembre 1911 et mort à Tegernsee (en Allemagne) le 8 septembre 1960, est un homme politique belge francophone, membre du Parti social-chrétien (PSC).

## Biographie

### Famille
Maurice Couplet est né du mariage le 26 mai 1908 à Villers-en-Cauchies de Jules Couplet (né à Ere le 23 septembre 1973, bourgmestre d'Ere, médaille d'or de l'ordre de Léopold II, mort à Ere en 1953) et de Louise Amélie Cardon (née à Villers en Cauchies le 2 décembre 1884 et morte à Ere le 25 mars 1954). De cette union, sont nés Marthe (1910-1989) qui épousera Joseph Leman, Maurice, Marie (1914- ) qui épousera Henri Becquet, Daniel (1919-1991) qui épousera Thérèse Fournier.
Le 9 juin 1936, Maurice Couplet épouse à Tournai, Godelive Lefebvre (née à Tournai le 19 avril 1913, fille de Hidulphe Lefebvre et de Marguerite Philippart. De cette union, naissent sept enfants.

### Carrière politique
Il est bourgmestre de la commune belge d'Ere de 1946 à 1958, membre de la Chambre des représentants de Belgique de 1946 à 1954 (34e et 35e législatures) où il représente l'arrondissement administratif d'Ath puis sénateur de 1958 à sa mort.

## Pour approfondir